# 著作権法 (欧州連合)
- 知的財産権 > 著作権 > 著作権法 (欧州連合)
- 欧州連合 (EU) > EU法 > EU指令 > 著作権法 (欧州連合)

欧州連合の著作権法 (おうしゅうれんごうのちょさくけんほう) は、欧州連合 (EU) の立法機関によって制定された著作権に関連するEU法、および欧州連合司法裁判所 (CJEU) などの国際司法機関によって判示された著作権に関する判例法の骨子を説明する記事である。EU著作権法は日本国著作権法や米国著作権法のように一つの法律にまとまって (法典化されて) おらず、複数の指令、規則ないし決定から構成される。その多くが指令の形をとり、特にEU著作権法の根幹を成す2001年成立の情報社会指令と、これに大改革をもたらしたと言われる2019年成立のDSM著作権指令の2法が知られている。こうした法令は成立するたびに他を完全に改廃しているのではなく、それぞれが並存・補完し合っている。
EU法令のうち規則と決定は直接効力を発揮する。一方の指令は間接的な効力しかもたず、一般的に守るべき権利や達成すべき目標を抽象的に述べるに留まり、EU加盟各国に既存の国内法を改正あるいは新規法案を成立させることで具現化を図るよう命じるものである。このように指令を国内法に取り込む手続を国内法化 (英: Transposition) と呼ぶ。したがって著作権の保護は基本的にEU加盟各国の国内著作権法 (例: フランス著作権法) によって行われ、指令はEU加盟各国間の著作権法の足並みを揃える (平準化する) 役割を担っている。
EU域外の国との関係においては、狭義の著作権 (著作者本人の権利) の基本条約であるベルヌ条約、および著作隣接権 (著作物の流通に寄与する者の権利) の基本条約であるローマ条約 (実演家等保護条約) の内容をEU著作権法に既に取り込んでいる。さらに「ベルヌ・プラス方式」と言われ、世界貿易機関 (WTO) 加盟国を拘束するTRIPS協定や、「ベルヌ条約の2階部分」と言われるWIPO著作権条約 (略称: WCT)、WIPO実演・レコード条約 (略称: WPPT) などを批准・履行する義務がEU加盟国に課せられている。

## 著作権関連法令の内訳
EUの行政執行機関である欧州委員会の定義によると、EU著作権法は以下に◆ (ダイヤ) 印を付して挙げる指令 (Directive) 13本、および規則 (Regulation) 2本で主に構成される (2024年11月更新版)。また無印は、著作権が主たる法令の目的ではないものの、著作権に関連する条項を含むと専門家によって言及されたものであり、個別に出典を付して併記する (法令成立年月順)。
※ 法令番号をクリックすると、EU官報を掲載するEUR-Lexの公式条文英語版に遷移する。ページ冒頭に "In force" の表記があれば法的に有効のステータスを意味する。法令番号に "EC" の文字がある場合は、欧州連合 (EU) の前身である欧州共同体 (EC) 名を冠しており、2009年に発効したリスボン条約によってEU体制に移行してからも "in force" が表記されていれば法的拘束力を継承している。部分改正が発生した場合は "This act has been changed. Current consolidated version:..." と表記され、改正最新版へのリンクが表示される。日本語参考訳が入手可能な場合は注釈内にてリンクを付記しているが、英語公式の最新版を反映していない可能性があるため、翻訳日も併せて確認されたい。
1. 1987年の半導体トポグラフィー指令 (通称: Council Directive on Topographies of Semiconductor Products、Directive 87/54/EC)[注 1] -- 半導体製品のトポグラフィー (レイアウトデザイン) を法的に保護する指令で著作権とも一部関連[2][12]。
2. ◆1993年の衛星・ケーブル指令（英語版） (通称: Satellite and Cable Directive、Directive 93/83/EEC)[注 2] -- コンテンツが衛星放送やケーブルテレビに再送信される際の著作権者の権利保護を定め、著作権管理団体による国跨ぎの利用許諾 (権利処理) を円滑化する指令 (後述の2019年「衛星・ケーブル2指令」も参照)[14]。
3. 1994年の半導体トポグラフィー保護WTO加盟国適用決定 (通称: Council Decision ontopographies of semiconductor products to persons from a Member of the World Trade Organization、Council Decision 94/824/EC)[注 3] -- 半導体トポグラフィー関連の保護対象をEU域外のWTO加盟国にも拡大する決定で、著作権とも一部関連[2][12]。
4. ◆1996年のデータベース指令（英語版） (通称: Database Directive、Directive 96/9/EC)[注 4] -- データベースを「内容物」(コンテンツ) と「データ構造」に分類の上、前者はスイ・ジェネリス権 (詳細後述) で、後者は狭義の著作権でそれぞれ別個に保護すると定めた指令[17][18]。
5. 1996年の半導体トポグラフィー保護マン島適用決定 (通称: Council Decision ontopographies of semiconductor products to persons from the Isle of Man、Council Decision 96/644/EC)[注 5] -- 半導体トポグラフィー関連の保護対象をマン島民にも拡大する決定で、著作権とも一部関連[2][12]。
6. 1998年の条件付きアクセス指令（英語版） (通称: Conditional Access Directive、Directive 98/84/EC)[注 6] -- 有料視聴のテレビ・ラジオ、電子出版といったデジタル課金サービスや、マイクロチップ製品など、有料でしかアクセスできないサービス・製品の海賊版を取り締まる指令であり、著作権とも関係[2][22]。
7. 2000年の電子商取引指令（英語版） (通称: E-commerce Directive、略称: ECD[23]、Directive 2000/31/EC)[注 7] -- 電子商取引とあるがオンラインショッピングに限定されず、オンラインのニュース記事配信、デジタル広告、インターネット接続サービス、無料のオンラインサービスなど幅広いサービスを対象とする指令[25]。日本のプロバイダー責任法や米国のデジタルミレニアム著作権法 (DMCA) と類似の権利侵害コンテンツ削除義務とセーフハーバー条項 (免責条項) を含む[26][27]。
8. ◆2001年の情報社会指令 (通称: InfoSoc Directive、Directive 2001/29/EC)[注 8] -- EU著作権法の根幹を成す[4]。
9. ◆2001年の追及権指令（英語版） (通称: Resale Rights Directive、Directive 2001/84/EC)[注 9] -- 絵画や彫刻、陶芸作品といった一点ものないし数量限定の芸術作品が転売されるたびに、売価の一定率を芸術家が受け取れるスキームを定めた指令[30]
10. ◆2004年の知的財産権執行指令（英語版） (通称: IP Enforcement Directive、略称: IPRED、Directive 2004/48/EC)[注 10] -- 著作権を含む知的財産権侵害に関する訴訟の手続や法的救済の方法などを定める[32]:8。
11. ◆2006年の貸与権指令（英語版） (通称: Rental and Lending Directive、Directive 2006/115/EC)[注 11] -- ここでの「貸与」(Rental and Lending) とは、商用目的で著作物を利用できるようにする行為を指す。貸与権指令では、映画製作者だけでなく映画出演俳優、レコード製作者 (音楽レーベル) だけでなく実演家たる歌手などに作品の「固定権」を認めることから、著作隣接権にもおよぶ[34]。
12. ◆2009年のコンピュータプログラム指令（英語版） (通称: Computer Programs Directive、Directive 2009/24/EC)[注 12] -- ベルヌ条約でコンピュータプログラムも著作権保護の対象と認めていることから、EUでも同様の保護を与える根拠となっている指令。プログラムそのものだけでなく、設計文書も対象に含む[36]。
13. ◆2011年の改正著作権保護期間指令 (通称: Term Directive、Directive 2011/77/EU)[注 13] -- 2006年の著作権保護期間指令（英語版） (Directive 2006/116/EC) を2011年に部分改正している[2]。これにより、著作者だけでなく、著作隣接権者たる実演家およびレコード製作者の権利保護期間も50年から70年に延伸された[38]。ただし映画製作者と放送事業者は50年である[39]。
14. ◆2012年の孤児著作物指令（英語版） (通称: Orphan Works Directive、Directive 2012/28/EU)[注 14]
15. ◆2014年の著作権集中管理指令 (通称: CRM Directive、Directive 2014/26/EU、別称: CRM指令)[注 15]
16. ◆2017年のオンラインコンテンツ可搬性規則 (通称: Portability Regulation、Regulation (EU) 2017/1128)[注 16]
17. ◆2017年のEUマラケシュ条約指令 (通称: Directive implementing the Marrakech Treaty in the EU、Directive (EU) 2017/1564)[注 17] -- マラケシュ条約をEU内で批准するために成立させた指令[45]:24[注 18]
18. ◆2017年のEUマラケシュ条約規則 (通称: Regulation implementing the Marrakech Treaty in the EU、Directive (EU) 2017/1563)[注 19] -- 上述のEUマラケシュ条約「指令」と同一目的で成立させた規則[45]:24[注 18]
19. ◆2019年のDSM著作権指令 (通称: Copyright on Digital Single Market Directive、Directive (EU) 2019/790)[注 20] -- 情報社会指令以来の大型改革をもたらした著作権指令[5]。
20. ◆2019年の衛星・ケーブル2指令（英語版） (通称: Satellite and Cable II、Directive (EU) 2019/789)[注 21] -- 1993年「衛星・ケーブル指令」における「ケーブルテレビによる再送信」の定義を一部改正[14]。
21. 2022年のデジタルサービス法 (通称: Digital Services Act、略称: DSA、Regulation (EU) 2022/2065)[注 22] -- 著作権侵害を含む違法コンテンツがデジタル・プラットフォームに投稿された際の対処手続条項を含むため[50]、特にDSM著作権指令と関連[51]。
22. 2024年のAI法 (通称: Artificial Intelligence Act、別称: AI規則、Regulation (EU) 2024/1689)[注 23] -- 人工知能 (AI) の学習データに他者著作物が用いられるため、AI法ではAIモデル提供者にEU著作権法遵守を義務付けてる[50]。

## 保護される権利
EU著作権法では、以下の権利が保護される。
- 著作権の全体構成と主なEU法令
  - 狭義の著作権 (著作者本人の権利)
    - 著作財産権 (権利者の「財布」が守られる権利)
      - 複製権 - 情報社会指令 第2条、貸与権指令 第7条、コンピュータプログラム指令 第4条[注 24]
      - 公衆伝達権 (公衆送信権の概念を含む) - 情報社会指令 第3条[注 25]
      - 頒布権 - 情報社会指令 第4条、コンピュータプログラム指令 第4条[注 26]
      - 貸与権 - 貸与権指令[注 27]
      - 追及権 - 追及権指令[注 28]

    - 著作者人格権 (著作者の「心」が守られる権利)[注 29]
      - (著作者人格権はEUレベルでは平準化を行っていない[54])

  - 著作隣接権 (著作物を直接創作はしていないが著作物を社会に伝達する者の権利)
    - 実演家の権利 (歌手、俳優、朗読者などの権利)
      - 実演家の財産権 - 著作者と同様の権利 (複製権、公衆伝達権、頒布権、貸与権) のほか、固定権 (貸与権指令 第6条) も認められる[注 30]。
      - 実演家の人格権 (EUレベルでは平準化を行っていない[54])

    - 放送事業者の権利 (テレビ局、ラジオ局などの権利)
      - 放送事業者の財産権 - 著作者と同様の権利 (複製権、公衆伝達権の一部である放送権 (衛星・ケーブル指令 第2条・第4条)、頒布権、貸与権) のほか、固定権 (貸与権指令 第6条) も認められる[注 31]。

    - レコードおよび映画製作者の権利 (音楽レーベル、映画配給会社などの権利)
      - レコードおよび映画製作者の財産権 - 著作者と同様の権利 (複製権、公衆伝達権、頒布権、貸与権[注 32]) が認められる。

  - スイ・ジェネリス権 (狭義の著作権や著作隣接権に根拠を持たない特別な (外付けの) 権利)
    - データベース権 - 「内容物」(コンテンツ) のみスイ・ジェネリス権に分類[17][18][55][注 33]

### 例外・制限規定
上述の諸権利は、著作物の創作や伝達に関わる者に認められた排他的な権利 (独占権) であるが、一定の条件下であれば著作物を第三者が著作権者に無許諾で利用しても権利侵害に当たらない。これを著作権の例外・制限規定と呼んでいる。以下のとおり、2001年の情報社会指令 第5条で一般的な制限・例外のユース・ケースを規定しており、2019年のDSM著作権指令 第3条から第6条によって新たにケースが追加されるなど、他法が補完している。(※) 印は相応の利用料を支払っている場合に限り、無許諾でも適法とする条件が付加されている。
なお、このように例外・制限を明示的に列挙する方法は、アメリカ合衆国が採用するフェアユースの法理の外延が不確定であることと対照をなしており、EUは概してフェアユースに類似する枠組みを採用しない姿勢を守り続けている。
情報社会指令 第5条の例外・制限規定
- 第1項 - 著作物の送信時にネットワーク上に一時的に複製される場合、または非営利の適法範囲内で一時的に複製される場合。
- 第2項a号 - (※) 写真コピーその他の類似の方法で著作物（楽譜を除く。）を紙の上に再製すること。
- 第2項b号 - (※) 私的かつ非商業的利用のために再製品を製作すること。
- 第2項c号 - 公共図書館、教育機関または記録保管所が非商業的利用のために再製すること。
- 第2項d号 - 公立の記録保管所において放送の記録を保管すること。
- 第2項e号 - (※) 病院、刑務所その他の社会的、非商業的収容施設が放送を再製すること。
- 第3項a号 - 教育または学術研究のために、非商業的目的であることにより正当化される限度で、例証のために利用すること。
- 第3項b号 - 障がいに直接関係する利用。ただし、障がいによって正当化される限度に限る。
- 第3項c号 - 報道機関の論評及びニュース報道
- 第3項d号 - 批評または論評を目的とする引用
- 第3項e号 - 公共の安全を目的とする利用、または行政、立法もしくは司法手続における利用
- 第3項f号 - 政治上の演説の利用及び公開の講演からの抽出。ただし、公表情報であることにより正当化されるときに限る。
- 第3項g号 - 宗教上または公の祝祭の間の利用
- 第3項h号 - 建築物、彫刻その他の公開の場所に恒久的に設置されている作品の利用
- 第3項i号 - 他の作品に偶然包含されたとき
- 第3項j号 - 公開の展示会または作品の販売を宣伝するための利用
- 第3項k号 - 風刺画、パロディー又はパスティーシュ
- 第3項l号 - 機器の展示または修繕に関連する利用
- 第3項m号 - 建物を再築するための保護された作品（例えば設計図）の利用
- 第3項n号 - 公共の図書館、教育機関、博物館または記録保管所の構内で作品を公衆に伝達すること
- 第3項o号 - 情報社会指令以前に既にEU加盟国の国内法上で例外・制限規定を設けている場合

DSM著作権指令の例外・制限規定
- テキストおよびデータマイニング (TDM) - 第3条が研究目的など、第4条が営利目的も含む一般的なTDM
- 第5条 - 教育目的の例示のためのデジタル利用
- 第6条 - 文化保存

データベース指令 第9条の例外・制限規定
- a号 非電子的データベースから私的利用のために抽出すること
- b号 教育または研究の目的で、非商業的目的であることにより正当化される限度でデータベースから抽出すること
- c号 公の秩序または行政手続、もしくは司法手続の目的でデータベースから抽出ないし再利用すること

貸与権指令の例外・制限規定
以下に関し、貸与権指令ではEU加盟各国の国内法で任意に例外・制限規定を設けることを認めている。
- 適切な利用料が支払われている場合に限り、著作者および著作隣接権者の複製・固定・公衆伝達権が制限されうる
- 文化発展・促進を目的とし、公共性の高い機関が第三者著作物を利用する場合、(無料化も含めて) 支払われるべき利用料をEU加盟各国で取り決めることができる

コンピュータプログラム指令の例外・制限規定
同指令ではプログラムの著作権者に排他的な複製権 (一時的な複製を含む)、翻案権 (改変のほか、他言語翻訳版の作成なども含む)、頒布権を認めている。その上で以下を例外・制限規定として設けている。
- 合法的な手段でプログラムを購入・入手した者が目的に則して利用するにあたり必要な範囲に限り、著作権者に無断で翻案する行為
- バックアップ取得・保存目的の複製
- 逆コンパイル (別称: デコンパイル) - 相互運用性を担保する目的 (関連判例として「著作権法の判例一覧 (欧州)#トップ・システム対ベルギー政府事件」も参照のこと)

情報社会指令とDSM著作権指令は、国内法化における拘束力のかかり方が異なる。まず、著作権者に認められる排他的権利 (複製権、公衆伝達権など) は完全平準化の原則 (EU法で設定された基準を上回ることも下回ることも許さない原則) が適用される:315。その上で、情報社会指令 第5条は下限平準化の原則 (EU法では下限を定め、EU加盟各国でそれを上回る基準を独自に設定することができる原則) が適用されている。一方、DSM著作権指令の第3条から第6条は完全平準化である。そのため、仮に情報社会指令とDSM著作権指令間で矛盾が生じた場合は、完全平準化のDSM著作権指令が優先されると解釈されている。
よりかみ砕くと、情報社会指令 第5条はEU加盟各国の著作権法に取り込まなくても構わない。ただし、情報社会指令 第5条で列記されたユース・ケース以外をEU加盟各国が独自に新規追加してはならない。よって、情報社会指令の第5条は著作権者の独占権のおよぶ範囲の下限を定めた下限平準化である (国内法化にあたって取り込むケースを減らすことは、すなわち著作権保護の水準を情報社会指令よりも高めることを意味するため)。

### 追及権
追及権 (仏: droit de suite) とは、絵画や彫刻などの美術品を創作した美術家が、その作品を売却して手元を離れたのちも、オークションなどで転売されるたびに売買価格の一定割合を得ることができる権利である。追及権の目的であるが、その大元を辿ると1780年にフランスのルイ16世 (「追及権の父」とも呼ばれる) が、ある画家の死後に作品の売買価格が高騰したにもかかわらず、遺族に何ら還元されないことを憂いて遺憾の意を表明している。著作物が著作者の元から離れても、著作者の支配権は残るという大陸法の著作者人格権思想に基づいて、追及権の概念が発展してきた。
世界的に見ると、追及権を1920年に初めて著作権の法制度として確立したのがフランスである。これがフランス国外にも導入され、2024年現在、EU加盟国を含む世界80か国以上が追及権を法的に保障している。ただし美術取引市場の大きいアメリカ合衆国 (2024年確認現在) や日本 (2018年確認現在) では未導入である。ベルヌ条約でも追及権が定められているが、制度的に保障するかは各国の任意となっているためである。
EUでは2001年に追及権指令 (通称: Resale Rights Directive、Directive 2001/84/EC) を成立させ、追及権の対象となる芸術作品、芸術家に還元される金額・率、権利の保護期間などを定めて法的拘束力を持たせている。還元されるのは芸術家 (著作者) 本人であるが、追及権は相続の対象となるため、相続人も受け取る権利を有する。
追及権の対象となる芸術作品
追及権指令が定める保護対象からは、容易に大量複製できる芸術作品は除外される。すなわち1点ものか、数量限定の刻印 (シリアルナンバー) 入りなどの形態に限定される。ここでの「芸術作品」とは絵画、彫刻、リトグラフ、タペストリー、陶芸、ガラス細工、写真などの美術作品が例示されるが、これに限定されない。ただし音楽や文学などの芸術は除外される。
また、売買取引価格の下限として3,000ユーロが追及権指令で設定されている (つまり3,000ユーロ未満であれば、芸術家への還元が行われない)。EU加盟各国がこの下限を独自に引き上げることは禁じられている。
さらに、(転売ではなく)「最初の販売」への特別除外規定が存在する。オークション主催者や画商といった販売者が芸術家から直接買い取っており、かつ買い取りから3年以内に販売する場合は、追及権が適用される売買取引価格の下限が10,000ユーロに設定される。
芸術家への還元金額・率
売買取引価格の総額に応じて、芸術家に還元される率は変動する。最大で4%、最低で0.25%となっている。ただし、還元額の上限は1万2,500ユーロに設定されている。追及権指令 第4条で規定する率は以下のとおり。指令では最大4%としているが、EU加盟各国が5%まで任意で引き上げることができる。
- 4% - 売買取引価格が5万ユーロ以下に適用 (例: 1万ユーロの作品であれば、1万 x 4% = 400ユーロを芸術家が受け取れる)
- 3% - 売買取引価格が5万ユーロ超から20万ユーロに適用 (例: 10万ユーロの作品であれば、10万 x 3% = 3,000ユーロ)
- 1% - 売買取引価格が20万ユーロ超から35万ユーロに適用 (例: 21万ユーロの作品であれば、21万 x 1% = 2,100ユーロ)
- 0.5% - 売買取引価格が35万ユーロ超から50万ユーロに適用 (例: 40万ユーロの作品であれば、40万 x 0.5% = 2,000ユーロ)
- 0.25% - 売買取引価格が50万ユーロ超に適用 (例: 60万ユーロの作品であれば、60万 x 0.25% = 1,500ユーロ)
- 1万2,500ユーロ - 売買取引価格が401万ユーロ以上の作品は一律 (401万ユーロ x 0.25% = 1万2,500ユーロの上限に達するため)

上記のとおり、価格レンジによっては売買取引価格が上昇すると、芸術家が受け取れる金額が目減りする逆転現象が起こりうる。
徴収業務
イギリスでは追及権にかかる業務を著作権者から著作権管理団体に委託することが義務付けられているが、フランスでは任意である。しかしフランスにおける徴収の実務は、多くが美術品の著作権管理団体であるグラフィック・アートおよび造形芸術作家協会 (ADAGP) を仲介しているのが実態と言われている。

### データベース権
TRIPS協定が1994年に作成されてデータベースの知的財産としての保護が謳われており (第10条第2項)、これを取り込む形で1996年にEUで成立させたのがデータベース指令 (Directive 96/9/EC) である。対象は、電子媒体だけでなく紙媒体のデータベースも含まれる。
EUではデータベース指令に基づき、データベースを「内容物」(コンテンツ) と「データ構造」に分類の上、前者はスイ・ジェネリス権で、後者は狭義の著作権 (著作者本人の権利) でそれぞれ別個に保護すると定めている。スイ・ジェネリス権とは、狭義の著作権や著作隣接権に根拠を持たない特別な権利であり、ラテン語のスイ・ジェネリス (Sui generis) には「他の分類に属しない、それ単体でユニークな」の意味がある。データベースが狭義の著作権で保護されるには、知的な「創作性」(英: originality) が要件として求められる一方、スイ・ジェネリス・データベース権は保護に値するだけの「実質的投資」(英: substantial investment) があるかが問われる (データベース指令 第7条第1項)。
| 創作性                                               | 実質的投資 | 狭義の著作権 で保護 | スイ・ジェネリス権 で保護 |                |
| あり                                                 | あり       | Yes                 | Yes                       |                |
| あり                                                 | なし       | Yes                 | No                        |                |
| なし                                                 | あり       | No                  | Yes                       |                |
| なし                                                 | なし       | No                  | No                        |                |
| ---------------------------------------------------- | ---------- | ------------------- | ------------------------- | -------------- |
| \| 凡例 \| \| ：法的保護あり \| \| ：法的保護なし \| |            |                     |                           |                |
| 凡例                                                 | Yes        | ：法的保護あり      | No                        | ：法的保護なし |

ここでの「実質的投資」であるが、データベース自体の構築に投下された資本に限定される。つまり、データベースのコンテンツを構成する個々の素材を「既存から見つけ出し」、「収録」する費用は含むが、素材の「新たな創作」に費やされた投資は含まない。この解釈は、欧州司法裁判所が2004年、英国の競馬データベースに係る事件 (British Horseracing Board v. William Hill Organization Ltd., Case C-203/02) で判示している。フランス国内でもこれを踏襲する形で、2009年の破毀院 (フランス最高裁)「プレコム判決」(Précom, Ouest France Multimedia c. Direct Annonces, Cour de cassation, civile, Chambre civile 1, 5 mars 2009, 07-19.734 07-19.735) が出ている。この2つの判決の間、フランス国内裁判所ではデータベースの「内容物」(コンテンツ) と「データ構造」を区別しない (つまりデータベース指令に反した) 判決が続く混乱期があった。また、データベースからの抽出と再利用について問われた欧州司法裁判所の2021年判決 (CV-Online対Melons事件) も存在する。
このようにデータベースのコンテンツに限っては実質的投資を保護要件にしていることから、世界の著作権法で広く認められている「アイディア・表現二分論」ではなく、これに相反する概念である「額に汗の法理」(別称: 額の汗の法理) に類似の基準をEUでは適用しているとの指摘もある。額に汗の法理とは、額に汗したその労力の賜物を保護するのが著作権法の目的であると考えられ、たとえそこに個人の視座やスキルが欠如し、「創作性」の要件が満たされていなくとも、著作者は利益保護されるべきだとする概念である。実質的投資がまさに、額に汗した労力の賜物と見なせる。
スイ・ジェネリス権は他者への権利譲渡やライセンス供与が可能である。さらに一定の要件を満たせば、データベースは著作権のスイ・ジェネリス権だけでなく、不正競争防止の法制度でも二重保護されうる。

## 保護期間
原則、以下の期間を著作権保護するとEU著作権法で規定している。
- 狭義の著作権 (著作者本人の権利) - 著作者の死後70年まで[39]。追及権も含む[30]。
- 著作隣接権のうち、実演家とレコード製作者 - 同じく70年[39]
- 著作隣接権のうち、映画製作者と放送事業者 - 50年[39]
- スイ・ジェネリス・データベース権 (「内容物 (コンテンツ)」のみ) - 15年[18][55]

2006年の著作権保護期間指令 (Directive 2006/116/EC) で大枠が定められたが、2011年の改正著作権保護期間指令 (通称: Term Directive、Directive 2011/77/EU) により、実演家およびレコード製作者の権利保護期間が50年から70年に延伸された。欧州委員会による当初法案では95年であったが、最終的に70年で可決された。
なお、旧法としては1993年成立の著作権保護期間指令 (Directive 93/98/EEC) が存在するが、EUR-Lex上でも "No longer in force, Date of end of validity: 15/01/2007; Repealed" と表記されている通り、上述の2006年の指令で廃止されている。1995年7月1日現在、国内法に基づいて作品がより長期の保護を享受しているときは、その保護期間は短縮されない。そうでないときは、上記の保護期間は、1995年7月1日現在の欧州経済領域の加盟国で保護されていた全ての作品に適用される (1993年の著作権保護期間指令 第10条)。欧州連合情報社会指令はレコードの保護期間を発売の日から起算するとし、これより早い公衆への伝達の日から起算する取扱を改めたが、従前の法規で既にパブリックドメインに置かれていたレコードの保護は回復させなかった (1993年の著作権保護期間指令 第11条第2項、2006年の著作権保護期間指令 第3条第2項)。
期間の起算方法
起点となる日付の翌年1月1日から起算して○○年と計算する。複数人による共同著作の場合は、最も長く存命した者の死亡日を起点とする。作詞家と作曲家が別々の楽曲や、複数人で共同製作される映画などがこのケースに該当する例である。ただし、著作者が偽名や匿名を選択している場合は死亡日が不明瞭なため、著作物の公衆伝達を行った日 (発行日・公表日) が起点となる。著作隣接権についても同様に、公衆伝達を行った日 (例: 放送・上映日) で起算される。
特にオンライン・データベースは初版リリース後も増補などの変更が加えられ、追加投資が発生する場合がある。このようなケースでは、初版にかかった投資と比較して相当の追加投資があったならば、新版のデータベースに対して新たに15年間のスイ・ジェネリス権保護が適用される。
EU域外の国・地域で創作され、かつ著作者の国籍がEU域外の場合は、当該国・地域の著作権法にて規定されている著作権期間が適用されるが、上述のEU保護期間を上回ることはできない。

## 権利侵害と救済手続
どこまでが著作権侵害に当たらない適法利用なのか (つまり例外・制限規定の要件を満たすのか) を判別するにあたり、通称スリーステップテスト (Three-step test) が用いられる (情報社会指令 第5条第5項)。これはEUに限らず、主要な国際条約で取り入れられている一般的な手法であり、(1) 広範ではなく特定のケースに限って例外・制限規定が適用されること、(2) 著作権者の著作物利用全般を妨げないこと、(3) 著作権者のその他権利を不当に妨げないことを判断基準に用いている
訴訟に発展した場合は、2004年に制定された知的財産権執行指令 (通称: IP Enforcement Directive、略称: IPRED、Directive 2004/48/EC) に基づいた手続を取ることになる:8。同指令では、民事裁判を通じて損害賠償および訴訟費用の負担といった金銭的な救済を認めるほか、差押えや差止請求権といったこれ以上の被害拡大を防ぐ手段も定められている。また当事者適格 (提訴できるのは著作権者だけなのか)、証拠、攻撃防御方法といった裁判の進め方に関する規定や、裁判広報に関する規定も存在する。ドイツには、侵害訴訟において侵害者との申立てを受けた者に証明責任を負わせる慣習がある (訴訟事件名にちなんで "GEMA推定" (独: GEMA Vermutung) とも呼ばれる)。

## 著作権管理
著作物の利用許諾や利用料の徴収・分配などを窓口・代理で行うのが、著作権管理団体 (英: Collective Management Organizations、略称: CMOs、別称: 集中管理団体) である。著作権管理団体は、EU域内の各国内市場で独占的な地位を有していることが多かった。制定法により独占体を創設している国もあれば、規制を通じて実質に独占状態を作り出している国もあった。たとえばオーストリアでは作家作曲家音楽出版社協同組合 (独: Gesellschaft der Autoren, Komponisten und Musikverleger、略称: AKM) が制定法による独占的地位を認められていた。またドイツ法ではドイツ音楽著作権協会 (独: Gesellschaft für musikalische Aufführungs- und mechanische Vervielfältigungsrechte、略称: GEMA) に実質的な独占体として認めていることから、著作物を無断利用した者はその著作物がGEMAの管理対象ではないことを立証する責任を負う。
しかし、2014年に著作権集中管理指令 (通称: CRM Directive、Directive 2014/26/EU) が成立して以降、著作権管理団体の独占資格や優越的地位の濫用を違法認定する判決が複数みられる。

## 歴史

### 共同体成立以前

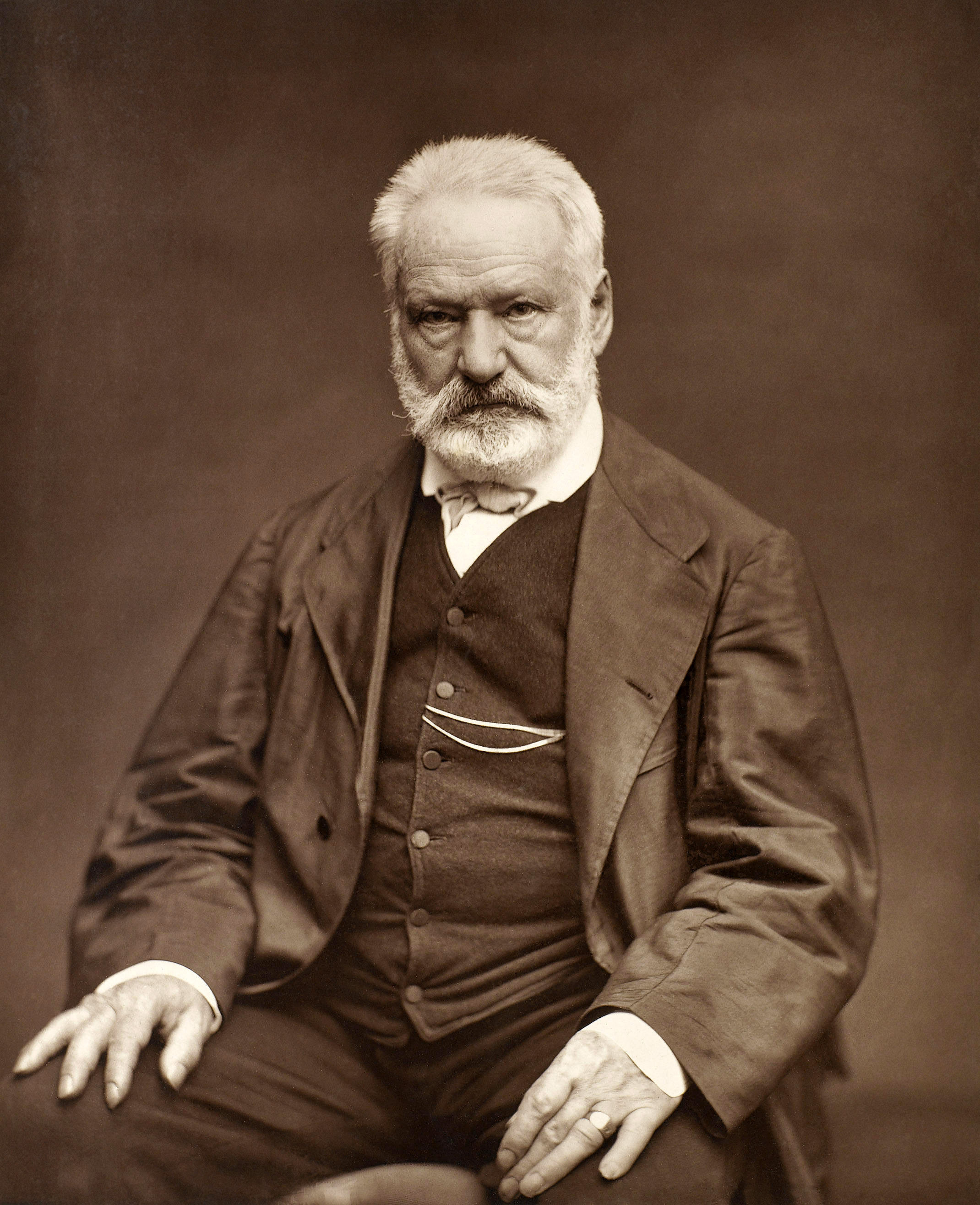
国際著作権法に寄与したフランス文豪・政治家ヴィクトル・ユーゴー (1876年当時、Étienne Carjat作)。ベルヌ条約起草の足がかりを作ったことでも知られる。

欧州を含む世界各国の著作権法を多国間で調和させる試みは、1886年9月9日署名のベルヌ条約にまで歴史的に遡ることができる。
フランスが他国の著作権法に与えた歴史的影響はきわめて大きく、「著作権先進国」や「著作権の母国」と称されることもある。19世紀当時のフランスは文化・芸術大国であり、特に他国からの海賊版被害を受けやすかった背景もあり、本格的な多国間条約であるベルヌ条約の起草をフランスが主導して国際的な権利保護水準を高めた。ベルヌ条約の締結以前から、フランスは二国間条約を通じて自国の著作物の保護に努めていたものの、二国間条約の場合は権利保護水準の低い国 (すなわち文化の輸入国) に合わせて締結内容が定められるため、保護水準が高く文化の輸出国であったフランスは、国内と比較して国外でのフランス著作物の保護が十分ではなかったのである。そもそも、各国の権利保護期間にもバラつきがあり、国際的な統一の必要性があった。こうした背景・目的の元で署名されたベルヌ条約後、欧州大陸の諸国 (いわゆる大陸法の国々) はフランス著作権法の概念を部分的に取り込んでいくこととなった。

### 共同体成立以降
EUおよびその前身の欧州諸共同体 (EC) や欧州経済共同体 (EEC) 時代を含め、著作権法の観点では3フェーズに分類できる。
1. 1957年から1987年の30年間 - EEC/EC法と加盟各国の国内著作権法の関係性が希薄な時代。国際的な著作権の基本条約であるベルヌ条約が機能しており、EEC/EC域内限定で国内著作権法を平準化する需要が乏しかった[107][注 40]。
2. 1987年から2007年 - EC加盟国間の著作権法の平準化を図った時代で、衛星放送といった国を超えた著作物伝達の新技術が出現。コンピュータ・プログラム指令の成立に象徴される著作物の保護対象拡大[108]。2001年の情報社会指令成立でEU著作権法の基礎が整った[109]。
3. 2007年以降 - 欧州連合司法裁判所 (CJEU) および前身のCJECの重要性が増した時代。EUの一次法よりも二次法である著作権関連指令の解釈が法廷で問われる機会が増加[109]。

第1フェーズではEEC/EC法と加盟各国の国内著作権法には何らつながりはなかった。これはEEC/ECが単一市場の創出という経済的な目標に特化していた一方、この時代の著作物保護は文化振興の側面から捉えられ、著作権「市場」の要素が薄かったためである。また著作物の国際的な保護という意味では既に上述のベルヌ条約が機能しており、EEC/EC域内に限定した著作権法の平準化の需要が乏しかったこともある。この状況に変化をもたらしたのが1981年の欧州司法裁判所 (ECJ) による「GEMA対メンブラン/K-tel事件」の2件併合判決 (Joined cases 55/80 and 57/80) である。当判決によって初めて特許や商標、意匠と同様に著作権も産業・商業的な財産権であると認められた。
第2フェーズはローマ条約 (EEC条約) を大幅に改正し、域内市場のさらなる統合を目指して締結された単一欧州議定書 (the Single European Act、略称: SEA) が発効した1987年から始まる。SEA以前のローマ条約ではモノ・人・サービス・資本移動の障壁を撤廃する関税同盟の色彩が強かったが、SEAにより特に国際競争力を失っていた先端技術産業のテコ入れを図り、米国や日本との対抗力を強める狙いがあった。この時代は (EUに限らずだが) ケーブル放送や衛星放送の出現に象徴されるように、著作物の流通媒体の技術的な多様化が起こり、域内単一市場における著作物の国を超えた著作隣接権保護の必要性が認識されるようになった。また1991年のコンピュータ・プログラム指令 (Council Directive 91/250/EEC)や1996年のデータベース指令 (通称: Database Directive、Directive 96/9/EC) に見られるように、著作物の保護対象も多様化している。従前の「文化・芸術」作品の保護という著作権法の前提を大きく覆していることから、著作権法史におけるクーデターとも言える。そして第2フェーズ末期に近づくと、WIPO著作権条約とWIPO実演・レコード条約のEU域内履行を目的とした2001年の情報社会指令 (通称: InfoSoc Directive、Directive 2001/29/EC) を成立させて、著作財産権の平準化を域内で図ることとなった。その3年後には知的財産権執行指令が成立し、権利侵害の取締や救済力を高めた。これ以降も複数の著作権関連指令が成立しているものの、広範な改革には至っていない。
権利の内訳についても、引き続きフランス著作権法の影響が色濃く反映されている。情報社会指令では著作財産権を複数の支分権に分類しているが、これもフランス革命期に成立したフランスの1791年法と1793年法の枠組みを継承している。情報社会指令の支分権は、大きく括れば2つに集約され、第2条の複製権と第4条の頒布権のセット、そしてこれと対を成す第3条の公衆伝達権と位置づけられる。このグルーピングによって、著作物に関連する技術が新たに登場しても柔軟に対応できている。とかくデジタル媒体で著作物が流通する時代において、インターネットを使っての著作物の公衆伝達には、必ず著作物のデジタル複製がつきものになってくる。
第1フェーズから第2フェーズ初期の主要判例の中には、EU (および前身のEECやEC) 一次法と国内著作権法間の矛盾が問われたものが複数ある。「ドイツ・グラモフォン対メトロ事件」の1971年ECJ判決 (Case 78-70) では、一次法であるローマ条約 (EEC条約) の第5条第2段落 (ローマ条約に反する加盟国内法の適用禁止)、第30条 (域内輸出入障壁の撤廃) および第81条・第82条 (現在の欧州連合競争法に相当) の解釈が問われた。モノの域内自由移動の原則と、著作権者・著作隣接権者の利益保護で利害衝突が起きた事件である。当時のフランスとドイツの楽曲に対する著作権保護水準に格差があったことから、フランスで安価に楽曲を仕入れてドイツで輸入盤を販売できる状態にあったことが背景にある。
また通称「Phil Collins事件」における1993年のECJ 2件併合判決では、英国歌手のフィル・コリンズとクリフ・リチャードが、外国籍を理由にドイツ国内で実演家の権利保護が十分でなかったことから、国籍による域内差別を禁止するローマ条約 (EEC条約) の第7条にドイツ著作権法が抵触した。同条約の7条は、上述の第30条・第36条 (自由貿易の障壁撤廃) の障壁撤廃の個別規定よりも優先され、国内著作権法をも直接拘束することが示された。
第3フェーズは著作権法における欧州連合司法裁判所 (CJEU、およびその前身のCJEC) の重要性が増した時代である。2000年代半ばになると、EUの一次法 (EEC条約から継承している欧州連合機能条約や、欧州連合基本権憲章など) よりは二次法・派生法たる著作権関連指令の解釈がCJEU/CJECで問われる機会が増加した。第3フェーズの2000年代主要判例としては、2006年の「SGAE判決」(C-306/05)、2008年の「Cassina判決」(C-456/06)、2009年の「Infopaq判決」(C-5/08)、2010年の「Padawan判決」(C-467/08)などが挙げられる。特に著作物性の定義拡大の観点で見ると、2009年の「Infopaq判決」が分岐点と見なせる。
情報社会指令の国内法化が期限内に十分に行われなかったとして8か国がCJEUに提訴される事件に見られるとおり、著作権関連の指令とその国内法化は、著作権以外の分野と比較しても世論を二分する激しい対立を招いてきた。伝統的に著作権法は加盟国間で大きく異なっており、特にコモン・ロー法域 (英米法) のキプロス、アイルランド、マルタ、およびEU離脱前のイギリスと、大陸法諸国との間で大きく異なっている。著作権法も全般的に見れば、世界貿易機関 (WTO) とグローバリゼーションに対する抵抗と結びつきながら変化していっている。
情報社会指令以来の大改革をEU著作権法にもたらしたと言われる2019年のDSM著作権指令も、その立法過程ではEU史上類を見ないほどの激しい利害対立を生み出し、ロビー活動が各所で展開されたことでも知られている。DSM著作権指令成立後も、ポーランド政府からCJEUに一部条項の立法無効申立があったものの、国内法化の期限を過ぎた2022年4月26日にCJEUはポーランド政府の訴えを棄却している (C-401/19)。DSM著作権法の国内法化が期限内に十分履行されていないとして、ブルガリア、デンマーク、フィンランド、ラトビア、ポーランド、およびポルトガルの6か国は2023年2月にCJEUに提訴されている。